# Rudolf Dreszer

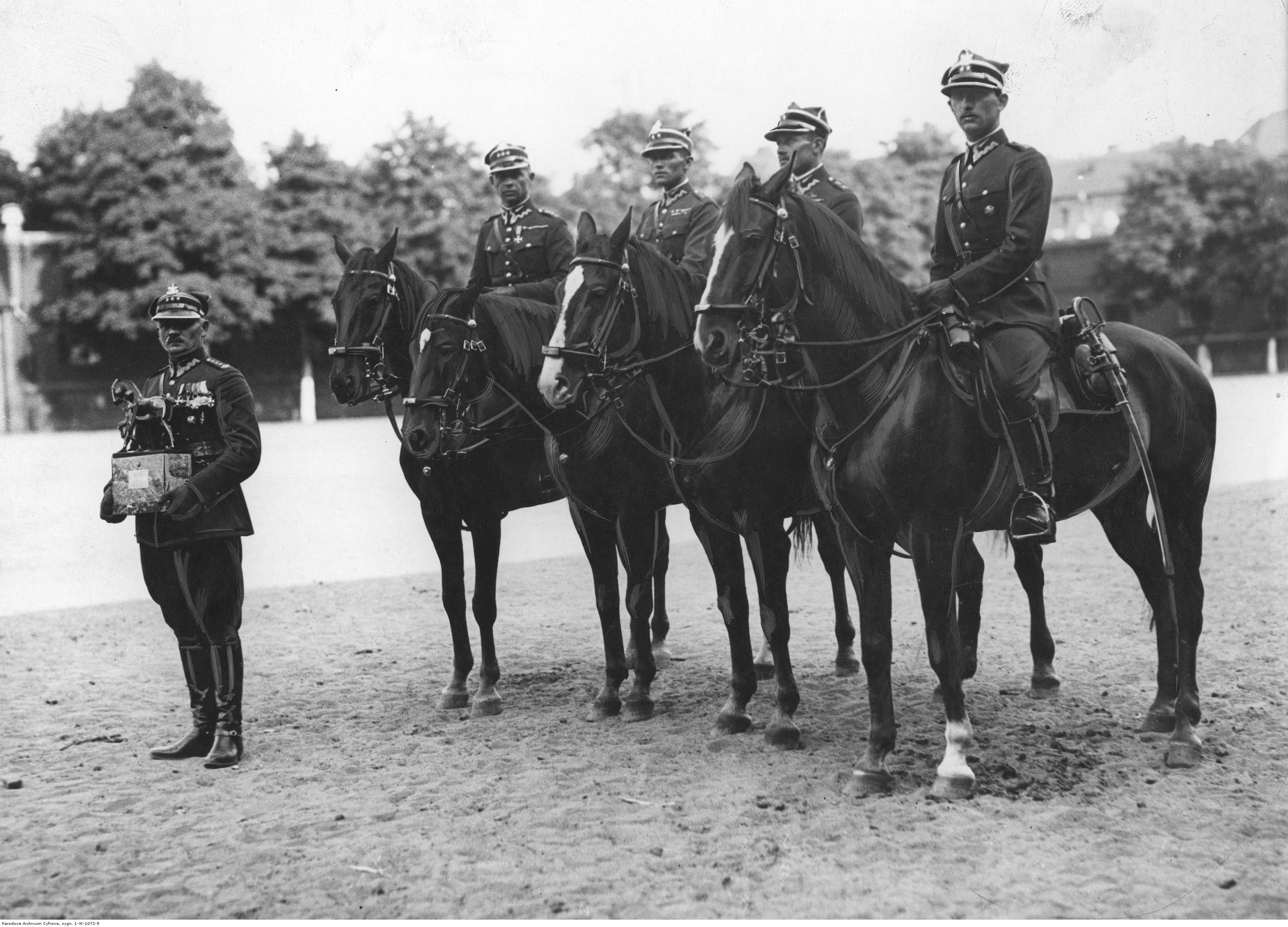
Zawody jeździeckie o mistrzostwo DOK VII w Poznaniu; lipiec 1927. Zwycięska ekipa 15 puł – z nagrodą stoi płk Rudolf Dreszer.

Rudolf Eugeniusz Dreszer (ur. 27 lutego 1891 w Grodzisku Mazowieckim, zm. 22 października 1958 w Waszyngtonie) – generał brygady Wojska Polskiego, uczestnik I wojny światowej oraz walk o niepodległość Polski w wojnie z bolszewikami i w II wojnie światowej, kawaler Orderu Virtuti Militari.

## Życiorys
Rudolf Eugeniusz Dreszer był synem Jana Augusta (1863–1931), adwokat, notariusz, działacz niepodległościowy i Emilii z domu Rusch. Jego braćmi byli Zygmunt (1888–1947), polityk PPS, poseł, Gustaw (1889–1936), generał, Juliusz (1892–1937), oficer, adwokat. W 1900 wraz z rodziną przeniósł się do Częstochowy, gdzie jego ojciec założył prywatną kancelarię. W tym mieście bracia Dreszerowie uczęszczali do Gimnazjum Rządowego. W czasie rewolucji 1905 roku uczestniczył w strajku szkolnym. Wydalony ze szkoły w następnym roku kontynuował naukę w prywatnym Gimnazjum Polskim w Częstochowie. W gimnazjum został członkiem Związku Młodzieży Polskiej „Przyszłość”. W latach 1909–1914 studiował w Belgii na wydziale elektrycznym Politechniki w Liège.
W latach 1912–1913 odbył jednoroczną służbę w 14 pułku huzarów w Częstochowie. W czasie I wojny światowej powołany do służby wojskowej w armii rosyjskiej, gdzie pełnił służbę na froncie od 1 sierpnia 1914 roku do 29 października 1917 roku. Następnie wstąpił do I Korpusu Polskiego i służył w wydziale wywiadowczym korpusu.
W dniu 1 listopada 1918 roku wstąpił do Wojska Polskiego i został komendantem miasta Chełm, pełniąc tę funkcję do 17 listopada. Następnie kolejno pełnił funkcję zastępcy dowódcy 7 pułku ułanów Lubelskich, szefa łączności w dowództwie 1 Dywizji Jazdy oraz dowódcy 201 Ochotniczego pułku szwoleżerów.
W latach 1919–1921 słuchacz Wojennej Szkoły Sztabu Generalnego. Po jej ukończeniu był oficerem sztabu inspektora jazdy przy Inspektoracie Armii nr 1. 15 lipca 1924 został przydzielony do 3 pułku szwoleżerów z równoczesnym odkomenderowaniem do Inspektoratu Armii Nr 1 na sześć tygodni. W sierpniu odkomenderowanie zostało mu przedłużone do 1 listopada tego roku.
Szef sztabu 1 Dywizji Kawalerii (1924), dyrektor nauk w Centrum Wyszkolenia Kawalerii w Grudziądzu (październik 1924 – sierpień 1927).
Następnie przeszedł do służby liniowej, pełniąc kolejno funkcję dowódcy 15 pułku ułanów Poznańskich (sierpień 1927 – październik 1931), Brygady Kawalerii „Suwałki” (październik 1931 – kwiecień 1937), Wileńskiej Brygady Kawalerii (kwiecień 1937 – sierpień 1939). W tym czasie bronił sprawców ciężkiego pobicia docenta Stanisława Cywińskiego, Aleksandra Zwierzyńskiego i Zygmunta Fedorowicza za domniemaną obrazę Józefa Piłsudskiego w gazecie Dziennik Wileński.
W okresie II RP został osadnikiem wojskowym w osadzie Orliczyn (gmina Chotiaczów w województwie wołyńskim), wraz z nim osadnikami byli tam jego brat Juliusz oraz płk Stanisław Dreszer.
W ramach przygotowań do wojny, został mianowany dowódcą Grupy Operacyjnej w Armii odwodowej „Prusy” i wziął udział w kampanii wrześniowej, następnie od 8 września 1939 w składzie Armii „Małopolska”.
Po kapitulacji przedostał się przez Rumunię do Francji, gdzie służył w Polskich Siłach Zbrojnych, pełniąc funkcję dowódcy 4 Dywizji Piechoty (styczeń – kwiecień 1940). Po upadku Francji przedostał się do Wielkiej Brytanii, gdzie został dowódcą 5 Brygady Kadrowej Strzelców (październik 1940 – styczeń 1941).
Następnie od stycznia 1941 do stycznia 1942 roku bez przydziału, przebywał w obozie Rothesay na wyspie Bute w Szkocji, z prawem zamieszkania poza terenem obozu. 30 grudnia 1941 roku przeniesiony w stan spoczynku, do stycznia 1944 roku. Następnie w dyspozycji Naczelnego Wodza. Zdemobilizowany w 1946 roku. Po demobilizacji wyjechał do Kanady, gdzie zamieszkał.
Zmarł w 1958 roku w Waszyngtonie.

## Awanse
- chorąży – 1913
- podporucznik – 1914
- porucznik – 1918
- rotmistrz – 1918
- major – 1921
- podpułkownik – 1924
- pułkownik – 1 stycznia 1929 ze starszeństwem z dniem 1 stycznia 1929 i 4. lokatą w korpusie oficerów kawalerii
- generał brygady – ze starszeństwem z dniem 19 marca 1938 w korpusie generałów

## Ordery i odznaczenia
- Krzyż Srebrny Orderu Wojskowego Virtuti Militari nr 2674 (1921)[10]
- Krzyż Niepodległości (12 marca 1931)[11]
- Krzyż Oficerski Orderu Odrodzenia Polski (8 listopada 1930)[12]
- Krzyż Walecznych (czterokrotnie: po raz pierwszy w 1922[13])
- Złoty Krzyż Zasługi (10 listopada 1928)[14][15]
- Medal Pamiątkowy za Wojnę 1918–1921
- Medal Dziesięciolecia Odzyskanej Niepodległości
- Odznaka Sztabu Generalnego
- Kawaler Orderu Legii Honorowej (Francja, 1928)[16]

## Opinie
Taktycznie przejawia dość dużo temperamentu i inicjatywy, o zdrowych i słusznych zasadach działania broni, lecz oprócz tych dodatnich cech w szkoleniu daje się wyczuć pewien schematyzm i niepewność siebie. Charakter dość twardy i nie wpływowy, o bezwzględnym osądzie podwładnych i ich działań. W metodzie szkolenia umie jasno i w zdrowy sposób podchodzić, do zagadnień taktycznych. Umysł jasny, zwięzły, bez zbytnich frazesów. Ogólnie dobry. /-/ gen. Dąb-Biernacki.